# Long Lake (hrabstwo Washburn)
Long Lake – miasto w Stanach Zjednoczonych, w stanie Wisconsin, w hrabstwie Washburn.